# Feel Good Now (album)
Feel Good Now – album koncertowy amerykańskiego zespołu Swans, wydany w 1988 w wersji 2xLP i CD. W 2002 nakładem Atavistic ukazała się reedycja albumu na CD.
Płyta zawiera nagrania zarejestrowane w 1987 podczas europejskiej trasy koncertowej (obejmującej Niemcy, Polskę, Czechosłowację, Holandię, Szwecję, Norwegię, Belgię, Francję, Włochy, Jugosławię i Wielką Brytanię).

## Lista utworów
Wersja CD:
| Nr  | Tytuł utworu                                                  | Długość |
| --- | ------------------------------------------------------------- | ------- |
| 1.  | „Intro”                                                       | 0:38    |
| 2.  | „New Mind”                                                    | 5:27    |
| 3.  | „Blood and Honey”                                             | 7:10    |
| 4.  | „Trust Me”                                                    | 4:54    |
| 5.  | „Willy in Ravensburg”                                         | 1:00    |
| 6.  | „Sex God Sex”                                                 | 9:46    |
| 7.  | „Various Audience Tricks”                                     | 0:55    |
| 8.  | „Like a Drug”                                                 | 8:32    |
| 9.  | „Beautiful Child”                                             | 5:42    |
| 10. | „Blackmail”                                                   | 4:22    |
| 11. | „Children of God”                                             | 6:38    |
| 12. | „Beautiful Reprise – The Town and Country Backstab Cowardice” | 2:31    |
| 13. | „Thank You”                                                   | 0:54    |
| 14. | „Various Audience Members”                                    | 1:29    |
| 15. | „Blind Love”                                                  | 18:36   |
| 16. | „Hello to Our Friends”                                        | 0:22    |
| 17. | „Thank You, Goodbye. Good Luck”                               | 0:11    |
|     |                                                               | 1:19:07 |

- Wersja 2xLP różni się od wersji CD i zawiera następujące utwory: „Intro”, „New Mind”, „Blood and Honey”, „Trust Me”, „Stupid German Talk”, „Into Blind Love and Out”, „Willy in Ravensburg”, „Sex God Sex”, „Various Audience Tricks”, „Like a Drug”, „Our Love Lies”, „Manchester in Love”, „Beautiful Child”, „Blackmail”, „Children of God”, „Beautiful Reprise – The Town and Country Backstab Cowardice”, „Thank You”, „Various Audience Members”, „Blind Love”, „Hello to Our Friends”, „Thank You, Goodbye. Good Luck”,
- reedycja CD różni się od wcześniejszych wersji i zawiera następujące utwory: „Intro”, „Blind Love”, „Like a Drug”, „Blood and Honey”, „New Mind”, „Sex God Sex”, „Beautiful Child”, „Blackmail”, „Trust Me”, „Children of God”, „Beautiful Reprise Backstab”.

## Twórcy
- Michael Gira – śpiew, gitara akustyczna
- Jarboe – śpiew, instrumenty klawiszowe
- Norman Westberg – gitara elektryczna
- Algis Kizys – gitara basowa
- Ted Parsons – perkusja